# Edoardo Collamarini
Edoardo Odoardo Stefano Collamarini (Bologna, 1863 – Bologna, 1928) è stato un architetto italiano.

## Biografia
Edoardo Collamarini ebbe i natali a Bologna, il 13 settembre del 1863, da Emilio Collamarini e Matilde Cocchi. Concluse gli studi all'Accademia di belle arti di Bologna nel 1884 dopo aver ottenuto valutazioni elevate.
Nel 1896 gli fu commissionata, dal principe Alfonso Doria Pamphili Landi, la costruzione di una nuova cappella funeraria a Villa Doria Pamphilj (i lavori furono eseguiti in stile romanico-cosmatesco dal 1896 al 1902).
Sempre nel 1896 viene incaricato di curare la parte artistica e architettonica del restauro della Cattedrale di Bologna conclusosi nel 1906.
Collamarini ebbe l'occasione di ricoprire numerose cattedre d'insegnamento: a Roma, presso la scuola serale delle arti decorative (nel periodo va dal 1889 al 1892), dal 1899 all'Accademia di belle arti di Parma; nel 1904 ottenne l'incarico di docente di disegno architettonico nell'ateneo della città medesima e dal marzo 1908 insegnò architettura all'Accademia di belle arti di Bologna (di cui divenne il direttore nel 1917, per poi assumerne la presidenza nel 1924).
Nel 1897 vennero avviati i lavori per la costruzione dell’istituto Salesiano a Bologna, progettato da Collamarini nel 1896. Sempre nel capoluogo felsineo, del 1894 è l'ideazione del cenotafio per il cardinale Francesco Battaglini nella Basilica di San Francesco; nel 1899 lavorò sulla cappella dei Santi Biagio e Cristoforo in Basilica di San Martino. Costruì, fra il 1894 e il 1898, nel cimitero monumentale della Certosa di Bologna, le cappelle per le famiglie "Talon", "Bernaroli" e "Salina".
A partire dai primi del Novecento, si cimentò nella carriera pubblica, assumendo diverse cariche.
Il primo progetto di ripristino di un monumento antico da lui concepito senza l'ausilio di Alfonso Rubbiani (restauratore con il quale Collamarini collaborò frequentemente sin dagli inizi della propria attività), fu quello dell'attuale ex Chiesa di Santa Maria degli Angeli (Bologna), la cui facciata venne quasi completamente ridefinita (il completamento dell'opera, nel 1900, fu però a cura proprio di Rubbiani, in quanto Collamarini partì anzitempo per Parma).
La Croce delle Indulgenze del 1901, medaglione in bronzo commissionato dalla Chiesa per la ricorrenza del XIX centenario della nascita di Gesù e per il Giubileo del 1900 di Papa Leone XIII, fu disegnata dall'architetto bolognese.
Nel 1902 partecipa ad un concorso che aveva per oggetto il campus dell'Università di Berkeley, in California.
Nel periodo che va dal 1901 al 1912 egli si cimentò anche nella realizzazione di quella che viene considerata la sua opera maggiore, la chiesa del Sacro Cuore di Gesù (ubicata nella zona felsinea della Bolognina, nei pressi dell'istituto Salesiano), su incarico dell'allora arcivescovo Domenico Svampa e ideata in stile gotico, romanico e bizantino.
Dal 1911 al 1925 intervenne significativamente sul complesso della Basilica di Santo Stefano.
Similare nello stile al Sacro Cuore di Gesù, è il santuario della Madonna del Sangue, a Re nell'Ossola, che egli progettò fra gli anni 1909 e 1916 (edificio sacro che fu poi ultimato solo nel 1958).
Su suoi disegni furono costruiti la sede del Dipartimento di Chimica "Giacomo Ciamician" dell'Università di Bologna (ultimata al termine degli anni venti), gli istituti di botanica (1915-16) e di veterinaria sempre dell'Alma Mater Studiorum.
L'architetto emiliano fu attivo in numerosi cantieri della città di nascita, ove prestò la propria opera in costruzioni sia private che pubbliche, ma i suoi interventi si estesero, fra l'altro, anche a Reggio Emilia (restauro della casa detta "del Boiardo" dal 1903, palazzo Saporiti, Cassa di Risparmio, quest'ultimo nel periodo 1908-1914), a Pesaro (palazzo della Banca Popolare e palazzo delle Poste), San Marino (monumento a San Francesco), Brisighella (ove eseguì la facciata del santuario del Monticino), al padiglione Emiliano-Romagnolo per l'Esposizione internazionale di Roma.
Collamarini morì a Bologna il 25 settembre del 1928 e fu inumato nell'area odiernamente chiamata "Campo Carducci" della Certosa di Bologna.

## Opere maggiori

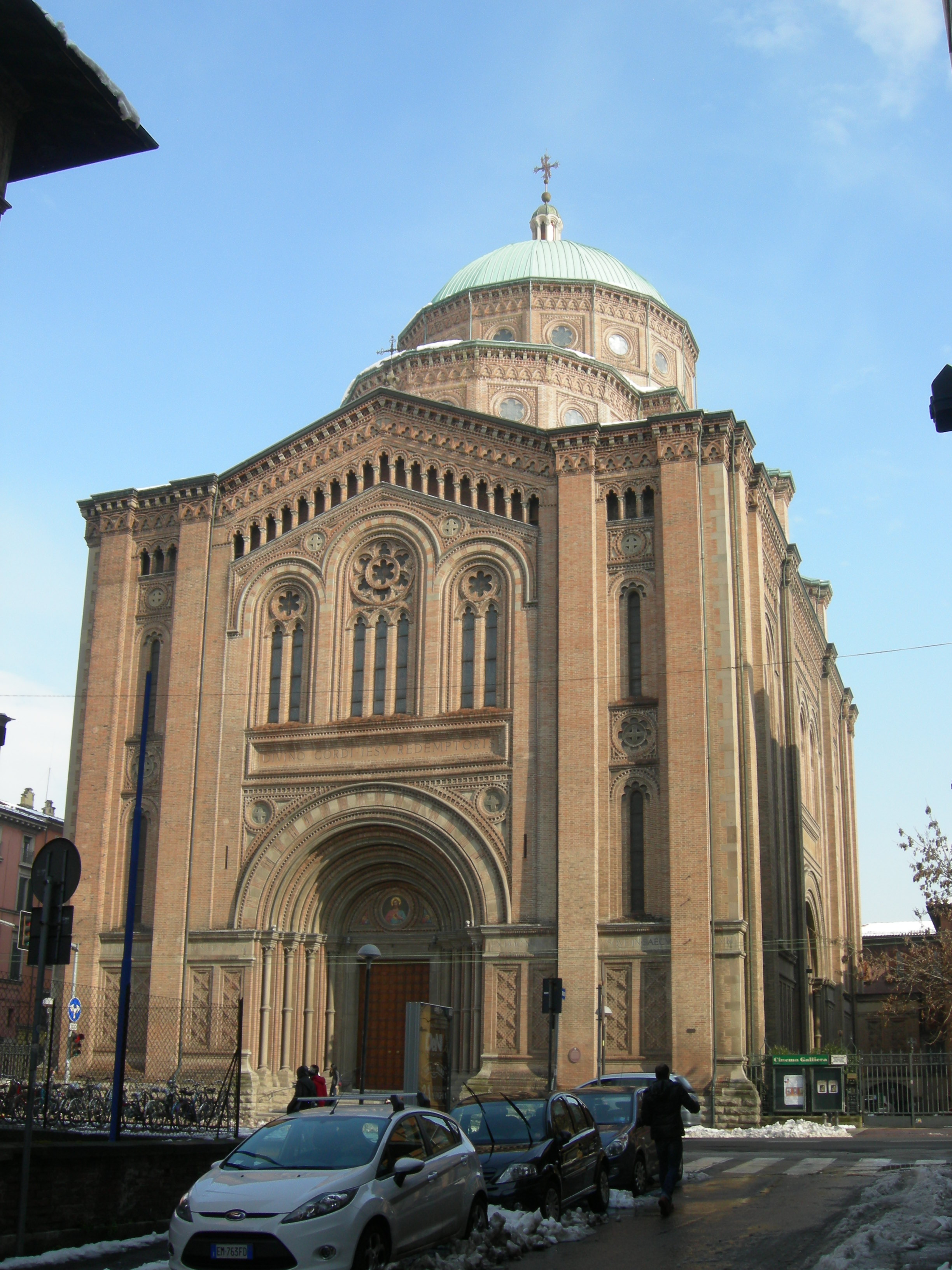
La chiesa felsinea del Sacro Cuore di Gesù
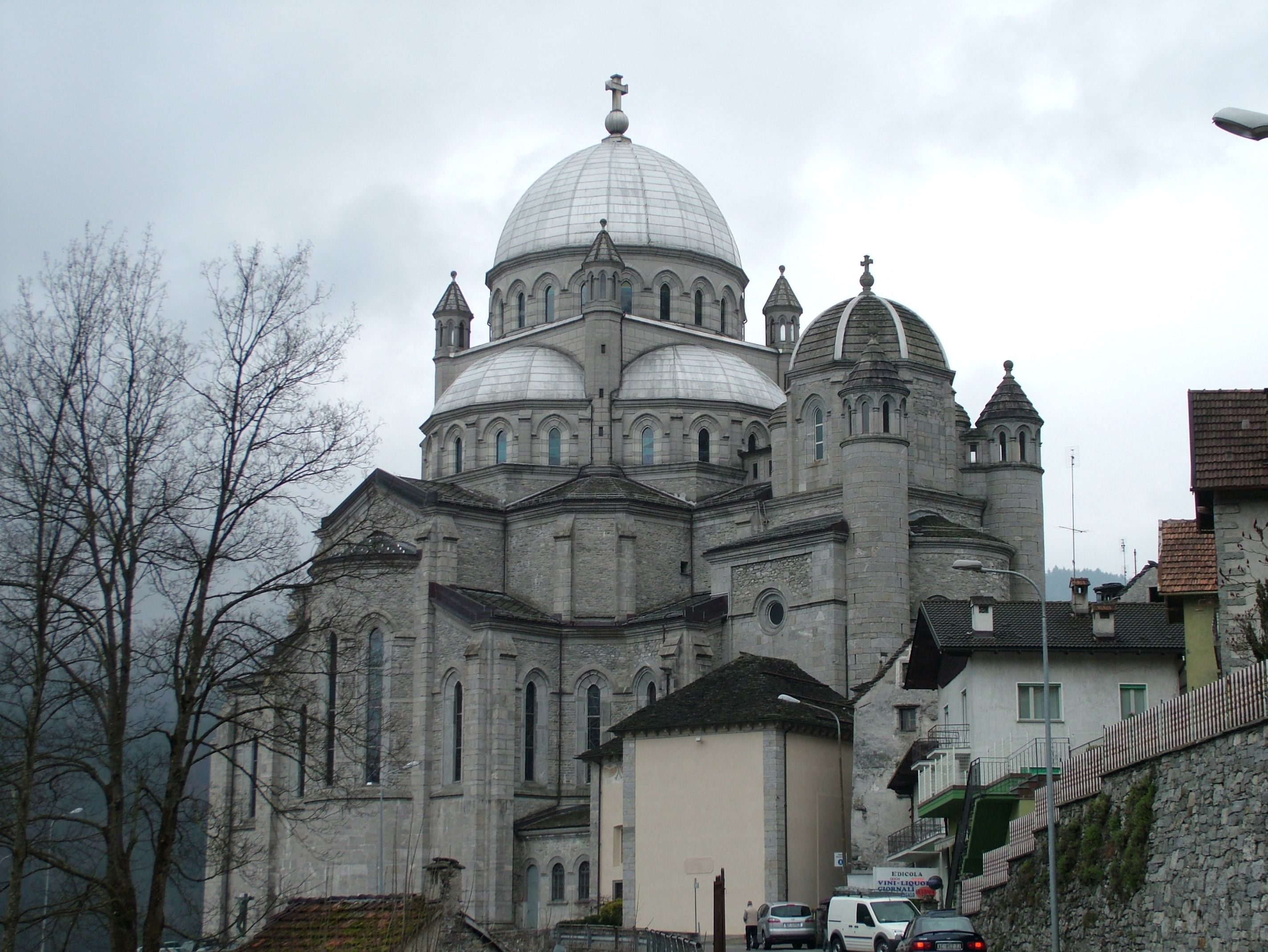
Santuario della Madonna del Sangue in Val Vigezzo (VB)
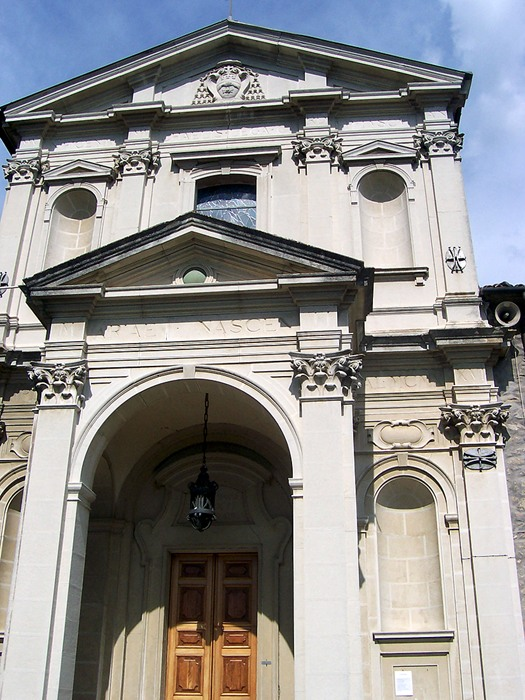
Santuario del Monticino (Brisighella)
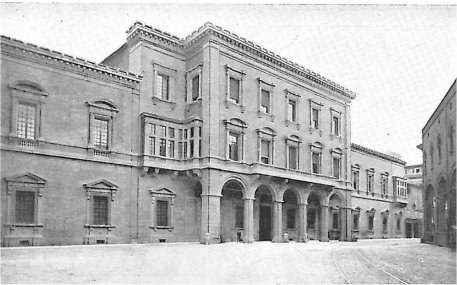
Palazzo Bonora Melloni (Bologna)